# آلاء طاهر الحسنات
آلاء طاهر الحسنات، صحفية فلسطينية من غزة، تُوفّيت في العشرين من نوفمبر/ تشرين الثاني 2023 رفقة شقيقتها الشاعرة جنين طاهر الحسنات، وعدد كبير من أفراد عائلتهما، جرّاء القصف الإسرائيلي في حرب الاحتلال على غزة.

## التعليم والعمل
درست آلاء الصحافة والإعلام في جامعة بيرزيت. عملت في ألترا فلسطين، وفي شبكة الماجدات الإعلامية، حيث نشرت سلسلة من الحلقات بعنوان "رنّ الجرس". كما عملت مراسلةً لشبكة قنوات الجزيرة.